# Abertura do Fantástico
A abertura do Fantástico, programa de televisão brasileiro exibido pela Rede Globo, é uma das características mais marcantes do programa. Tradicionalmente envolvendo elementos de música, dança e efeitos visuais (mais tarde incluindo experiências pioneiras em computação gráfica), as aberturas atingiram alto nível de sofisticação, e o lançamento de novas versões da abertura se tornou um evento altamente antecipado da televisão brasileira.
Originalmente a abertura era exibida após a escalada do programa ou depois da primeira reportagem, acompanhando a exibição dos créditos iniciais, sendo reexibida sob os créditos de encerramento. Na versão mais recente, é exibida após a primeira reportagem e/ou depois da escalada. O conceito visual da abertura também é consistente com a programação visual do cenário do programa.

## Tema de abertura
A música-tema é composta por Boni (letra) e Guto Graça Mello (música). Até a estreia da abertura de 1976, a letra original era cantada integralmente; daí em diante foram usadas versões essencialmente instrumentais, sendo que uma das mais populares neste quesito foi a de 1987, que tem sob o notável arranjo de Lincoln Olivetti.
Com a simplificação das aberturas, começando em 1995, foi lançado um novo tema executado somente nos créditos de encerramento. Entre 2002 e 2010 foram usadas mixagens de temas de aberturas anteriores, e depois de 2010 o tema era executado somente nas vinhetas.
Os temas de 1973 e de 1987 foram editados no CD Tudo a Ver, coletânea da Som Livre de temas de abertura de programas da Globo.

## Histórico de versões

### Aberturas coreografadas (1973-1995)
A série mais conhecida de aberturas do Fantástico se baseia em coreografias sobre cenários de ousadia crescente, ao som de versões da consagrada música-tema. Entre os modelos e bailarinos que já passaram pelas aberturas, estão Fabiano Vanucci (filho do diretor Augusto César Vannucci), Heloísa Millet, Jorge Laffond, Isadora Ribeiro, o coreografo Ciro Barcelos e a atriz Carolina Ferraz.

#### 1973-1976
A abertura que estreou junto com o programa, ainda em preto e branco, duas crianças introduziam bailarinos caracterizados como uma trupe circense (inspirada no musical Pippin), ficando até 21 de abril de 1974, pois em 28 de abril de 1974, a vinheta foi refeita especialmente para a exibição em cores até hoje com as aberturas seguintes.

#### 1976-1979
Um número de dança, destacando Heloísa Millet e Suely Antonelli, com uma versão instrumental (fortemente modificada) do tema musical original.

#### 1979-1983
Bailarinos cujos adereços de carnaval sobre um fundo branco. A abertura inaugurou a segunda logomarca do programa, agora sem o subtítulo "O Show da Vida".

#### 1983-1987
Com a mudança de década, coincidindo com as comemorações dos dez anos do Fantástico, uma nova abertura foi criada. Desta vez produzido por Hans Donner e Nilton Nunes. A partir da década de 80, as aberturas do Fantástico viraram superproduções, com cenários futuristas e figurinos arrojados, unindo as possibilidades da computação gráfica às habilidades humanas, representadas pela dança. Na vinheta, feixes de luz com as cores do arco-íris trespassavam várias vezes uma imensa pirâmide dourada, formando cinco plataformas que flutuavam, sobre elas, o balé estilizado cujas referências geométricas, o mesmo processo se repetia nas cenas seguintes com uma pirâmide invertida e um cone. Um grupo de 24 bailarinos, egressos do corpo de baile da Globo e do grupo de dança "Vacilou, Dançou" da coreógrafa Carlota Portela, na qual, criou a coreografia executada na abertura. Os trajes dos bailarinos, feitos de couro e com decotes ousados, foram criados por Silvia Trenker, idealizadora de todos os figurinos das outras duas aberturas seguintes. O tema de abertura foi feita para esta vinheta. Esse trabalho se tornou um dos trabalhos mais célebres de Hans Donner.

#### 1987-1994
Tendo os quatro elementos da natureza como conceito, nesta abertura os bailarinos eram superpostos a paisagens naturais. Foi a abertura exibida por mais tempo. A produção dos cenários foi extremamente detalhada e demorada para serem adequados aos enquadramentos com os bailarinos. A pesquisa de materiais e a construção do lago de onde emergiam Ciro Barcelos, Isadora Ribeiro, Diana Szortika e Carolina Ferraz tomaram muito tempo até a aprovação final de Hans Donner. No dia dos primeiros testes fazia tanto frio que foi necessário instalar aquecedores de água no lago pois os bailarinos não conseguiam parar de tremer. A cena do "voo" sobre a floresta foi produzida com uma lente tipo "snorkel" ou periscópio, criada e construída por João Henrique Barone e o Departamento Técnico da emissora. João Henrique foi o responsável pela realização dos cenários desde o início, quando Hans Donner ainda realizava reuniões sobre como fazer as imagens. O desafio foi aceito por João e sua equipe e os cenários desenvolvidos em um galpão de 650 metros quadrados. Fato curioso é que praticamente na véspera das gravações João Henrique foi chamado às pressas para corrigir e modificar várias das fantasias pois a empresa de São Paulo que fora contratada não cumpriu o prazo. Entre a concepção e o início das gravações decorreram exatamente 12 meses. Até o final dos trabalhos algumas pessoas foram incluídas na equipe, a pedido de Hans o australiano Shaun Pritchard. Destaque para o trabalho de Gustavo Garnier, na época um novato na equipe de Hans, mas que foi de imensa importancia na posição de gerencia de produção.

#### 1994-1995
Foi a única abertura a não ter elemento humano que até então caracterizava os trabalhos de Hans Donner. A abertura inicia com uma cena espacial, na qual, exibe um círculo de luzes com diferentes efeitos, um homem de metal empunha uma tocha que provocava grandes clarões de fogo, que viravam um mar com os palcos que saíam as bailarinas ginastas, depois exibia uma mulher com asas de borboleta, e indo para o mar, vemos criaturas submarinas, e o mar voa formando uma bailarina acima da antena de uma manequim gigante e dá o formato do logotipo no final. O arranjo do tema para essa vinheta foi criada e também recriada por Paulo Henrique, ou seja, a abertura teve duas versões da música. A curiosidade é que Nilton Nunes também se envolveu na equipe para idealizar esse projeto. Originalmente seria exibida até 1998, mas teria enfrentado críticas negativas e transformações no Fantástico.

### Aberturas curtas (1995-2010)
Entre 23 de Abril de 1995 e 28 de março de 2010, as tradicionais aberturas foram substituídas por vinhetas simples de cinco a dez segundos, deixando o Fantástico mais simples. O então diretor do Fantástico, Luiz Nascimento, em entrevista ao Memória Globo, explica a mudança no conceito das aberturas ao longo do tempo: “Abertura do Fantástico era uma atração antigamente, muito longa. Mas aquele modelo caiu em em desuso..."

#### 1995-1999
A inauguração deste conceito começou em 23 de abril de 1995, os diferentes clarões de fogo (v1) ou um furacão de faíscas (v2) foram até uma luz para formar em vãos o logotipo azul-claro em torno de estrelas.

#### 1999-2001
Era exibida a cada intervalo, uma vinheta diferente, que mostra bolhas, letras, folhas, uma lua e alguns especiais (como natal, ano novo e carnaval) foram criadas num exato dia. A vinheta oficial, que era exibida no oferecimento, mostra uma bola de fogo com várias palavras formando o mesmo logotipo da vinheta anterior. 

#### 2002-2004
Uma explosão de luz aparece ao formar um logotipo dourado cuja translúcida. Nas duas primeiras edições, o nome do programa era exibido em dois feixes azuis, ambas translúcidas. Passavam ao redor do espaço sideral. Passou a ser frequente na abertura e encerramento de cada edição.

#### 2005-2010
Uma bolha se distancia em torno de nuvens formando uma luz ao aparecer o logotipo alaranjado.

#### Vinheta Descartada (2007)
Esta versão foi vazada uma vez em 15 de abril de 2007 pela Globo durante o patrocínio, o modelo seria quase o mesmo de 2005 pois sofreria algumas modificações: A cor do logotipo seria azulado e reluzente, a luz iluminava mais e na animação teria efeitos pirotécnicos. A vinheta estava prevista para estrear em 9 de setembro daquele ano, mas na versão final acabou permanecendo a vinheta desde 2005 ficando ate 2010.

### Aberturas de meio minuto (2010-2017)
Desde 4 de Abril de 2010, ela passou a ter 30 segundos. Esta ideia surgiu desde o comercial das comemorações dos 35 anos do programa em 2008. 

#### 2010-2014
A primeira abertura deste tempo de duração, cuja última feita por Hans Donner, traz imagens de DNA, estrelas, cachoeiras, cardumes, planta, entre outras dentro do logotipo em que atravessava na tela. No fim, o logotipo cuja textura dourada surgiu no canto acima da esquerda (Em resumo: A entrada do logotipo era diferente das anteriores) em torno de um espaço realístico.

#### 2014-2015
É a primeira vinheta a inserir um elemento humano desde 1987 (assim como o coro "É Fantástico" no final a partir dos temas seguintes), e é a segunda abertura de 30 segundos, cuja criada pelo francês Steven Briand com a parte da colaboração da equipe da Globo. Na vinheta, a modelo e coreógrafa Cathy Ematchoua faz mágicas com papeis quadrados, ícones e iluminações. O logotipo é formado por vários confetes quadrados. O arranjo consistia na mistura de ritmos tribais com orientais. A parte curiosa é havia vazado na internet em 2013 em que houve uma versão descartada, porém jamais havia sido finalizada, algumas texturas dos papéis e ícones estavam ausentes, e o logotipo era totalmente diferente e simples da versão final.

#### 2015-2017
Os elementos da natureza misturada com a beleza feminina pontuava nessa abertura que estreou uma semana depois das comemorações dos 50 anos da Globo. Entre 3 de maio de 2015 e 5 de março de 2017, a vinheta foi inspirada em obras de artes mostrando os quatro elementos, várias cenas diferentes com modelo (s) sendo incorporadas e exibidas numa planta de rosas (que representa a terra), iceberg (que representa a água), nuvens (que representa o ar) e vulcão (que representa o fogo). O tema de abertura possuía um ambiente calmo para combinar com essa vinheta. Foi até o momento a última vinheta de 30 segundos.

### Aberturas de 1 minuto (2017-presente)

#### 2017-2018
Entre 12 de março de 2017 a 29 de julho de 2018, o Fantástico trás de volta as danças, desta vez com a Companhia Urbana de Dança (RJ), da coreógrafa Sonia Destri Lie. Os arranjos da música-tema são do Rafael Smith. Assim como as aberturas anteriores do Fantástico desde 1987, o projeto também envolve os quatro elementos da natureza. Essa é a primeira vinheta a ter duração de 1:06, que mostra as pessoas dançando, saltando e extravasando ao redor inserindo os efeitos que representam elementos dentro de um salão especial. Uma curiosidade é que algumas coreografias exibidas na abertura são as mesmas do espetáculo "Nêgo (eu.ele.nós.tudo preto)". A versão curta foi nos exatos 30 segundos como nas vinhetas anteriores, mas a vinheta completa é de 1:06 minuto.

#### 2018-2021
Em 5 de agosto de 2018, que completa 45 anos de sua estreia, foi a data escolhida para estreia da nova vinheta. O fato curioso é que o cenário volta a ser feita em chroma-key, com os grafismos de Gustavo Duval, e com a coreografia de Caio Nunes, outo fato curioso é que o último citado é o mesmo responsável do número musical com Cláudia Raia em homenagem ao Show da Vida nos 40 anos da Globo em abril de 2005. Uma prévia começou a ser revelada em 29 de julho de 2018, com uma pequena cena com Janaína Ciodário ao fundo branco. Na íntegra, a mesma começa a invocar o elemento água, preenchendo com as ondas do mar; Leandro Marbali que representa a terra, entra invocando vários degradês desenhando os prédios; Carlos Laerte dança abaixo de várias bolhas de ar; e a nadadora paraolímpica Camille Rodrigues faz uma dança ao desenhar um fogo vermelho. O tema de abertura ganha nova versão com referências as clássicas aberturas.  A versão curta foi nos exatos 30 segundos como nas vinhetas anteriores, mas a vinheta completa é de 1:06 minuto.

#### 2021-2025
O programa celebra 2500 edições com nova abertura. Desta vez, aos quatro elementos da natureza (ar, terra, água e fogo) soma-se um quinto: dados transformados em arte e movimento. A narrativa evoca a força do coletivo e a coreografia incorpora a tendência de danças replicáveis e urbanas. A trilha clássica ganha um novo arranjo com sons orgânicos e integrados aos bailarinos.

#### 2025-presente
Uma nova versão da abertura de 1987 foi lançada, com a atriz Isadora Cruz representando a força feminina e o renascimento, com foco em paisagens que exploram os quatro elementos da natureza.